# RemaxAsia Expo
RemaxAsia Expo は、毎年中国国際貿易促進委員会（CCPIT）と珠海市再生時代文化伝播有限会社が開催するコンピューター印刷産業の貿易展示会である。 毎年は珠海市国際航空宇宙博覧センターで行われている世界で最大規模の印刷産業供給センターという。一般公開展示会ではない。

## 出展範囲
リボン、インクカートリッジ、トナー カートリッジ、インクを含むコンポーネント、トナー、チップ、OPCドラム（感光体）、マグネットローラー（現像ローラー）、ドクターブレード、製造・試験装置、インク ジェット用紙、コピー用紙、熱転写紙、特殊紙、プリンターと複写機部品。印刷消耗品産業に関する技術、情報、ソフトウェア、IT システム、トレーニング、メディアなと。

## 開催実績
- RemaxAsia Pacific 2007 2007年6月28日 - 6月30日
- RemaxAsia Pacific 2008 2008年6月19日 - 6月21日
- RemaxAsia Pacific 2009 2009年10月14日 - 10月16日
- RemaxAsia Expo 2010 2010年9月26日 - 9月28日
- CIFEX|RemaxAsia Expo 2011 2011年10月13日 - 10月15日[3]
- RemaxAsia Expo 2012 2012年9月24日 - 9月26日